# Euthalia jaina
Euthalia jaina är en fjärilsart som beskrevs av Felder 1867. Euthalia jaina ingår i släktet Euthalia och familjen praktfjärilar. Inga underarter finns listade i Catalogue of Life.